# Ufficio nazionale antidiscriminazioni razziali
L'Ufficio per la promozione della parità di trattamento e la rimozione delle discriminazioni fondate sulla razza o sull’origine etnica, conosciuto anche con l'acronimo UNAR, è un organo dello stato italiano avente la funzione di promuovere la parità di trattamento e la rimozione delle discriminazioni fondate sulla razza o sull'origine etnica. Attivo dal 2003, è istituito presso la Presidenza del Consiglio dei ministri. Opera in modo autonomo e imparziale e si occupa altresì del diverso impatto che le discriminazioni possono avere su donne e uomini, nonché dell'esistenza di forme di razzismo a carattere culturale e religioso.
È stato istituito dal Governo Berlusconi II con il decreto legislativo 9 luglio 2003, n. 215, di recepimento della direttiva comunitaria n. 2000/43 CE.

## Funzioni
I compiti affidati dalla legge all'ufficio sono i seguenti:
1. fornire assistenza, nei procedimenti giurisdizionali o amministrativi intrapresi, alle persone che si ritengono lese da comportamenti discriminatori, anche secondo le forme di cui all'art. 425 codice di procedura civile italiano;
2. svolgere, nel rispetto delle prerogative e delle funzioni dell'autorità giudiziaria, inchieste al fine di verificare l'esistenza di fenomeni discriminatori;
3. promuovere l'adozione, da parte di soggetti pubblici e privati, in particolare da parte delle associazioni e degli enti che svolgono attività nel campo della lotta alle discriminazioni, di misure specifiche, ivi compresi progetti di azioni positive, dirette a evitare o compensare le situazioni di svantaggio connesse alla razza o all'origine etnica;
4. diffondere la massima conoscenza possibile degli strumenti di tutela vigenti anche mediante azioni di sensibilizzazione dell'opinione pubblica sul principio della parità di trattamento e la realizzazione di campagne di informazione e comunicazione;
5. formulare raccomandazioni e pareri su questioni connesse alle discriminazioni per razza e origine etnica, nonché proposte di modifica della normativa vigente;
6. redigere una relazione annuale per il Parlamento sull'effettiva applicazione del principio di parità di trattamento e sull'efficacia dei meccanismi di tutela, nonché una relazione annuale al Presidente del Consiglio dei Ministri sull'attività svolta;
7. promuovere studi, ricerche, corsi di formazione e scambi di esperienze, in collaborazione anche con le associazioni e gli enti che svolgono attività nel campo della lotta alle discriminazioni, con le altre organizzazioni non governative operanti nel settore e con gli istituti specializzati di rilevazione statistica, anche al fine di elaborare linee guida in materia di lotta alle discriminazioni.

## Composizione
L'ufficio è diretto da un responsabile nominato dal Presidente del Consiglio dei Ministri o da un Ministro da lui delegato. Si avvale altresì di personale di altre amministrazioni pubbliche, tra cui magistrati, avvocati e procuratori dello Stato, in posizione di comando, aspettativa o fuori ruolo, nonché di esperti e consulenti esterni.

## Collana editoriale
L'UNAR dirige la collana editoriale Diritti, Uguaglianza, Integrazione che ha quale finalità dichiarata quella di contribuire alla realizzazione del principio generale di non discriminazione e di uguaglianza, sancito dall'articolo 3 della Costituzione Italiana, e di diffondere i valori delle diversità e delle differenze contro ogni forma e causa di discriminazione.

### Pubblicazioni
La collana è composta dai seguenti volumi:
1. Katia Pilati, La partecipazione politica degli immigrati: il caso di Milano (PDF)[collegamento interrotto], Roma, Armando Editore, 2010, ISBN 978-88-608-1736-5.
2. UNAR, Prevenzione e contrasto dei fenomeni di razzismo : il ruolo dell'UNAR: relazione al Parlamento sull'effettiva applicazione del principio di parità di trattamento e sull'efficacia dei meccanismi di tutela (PDF)[collegamento interrotto], Roma, Armando Editore, 2010, ISBN 978-88-608-1765-5.
3. Diletta Tega (a cura di), Le discriminazioni razziali ed etniche: profili giuridici di tutela (PDF), Roma, Armando Editore, 2011, ISBN 978-88-608-1884-3. URL consultato il 9 dicembre 2017 (archiviato dall'url originale il 10 dicembre 2017).
4. Carlo D'Ippoliti, Alexander Schuster (a cura di), DisOrientamenti: discriminazione ed esclusione sociale delle persone LGBT in Italia (PDF), Roma, Armando Editore, 2011, ISBN 978-88-608-1886-7. URL consultato il 9 dicembre 2017 (archiviato dall'url originale il 30 giugno 2014).
5. Danilo Catania, Alessandro Serini (a cura di), Il circuito del separatismo: buone pratiche e linee guida per la questione Rom nelle regioni Obiettivo convergenza (PDF)[collegamento interrotto], Roma, Armando Editore, 2011, ISBN 978-88-608-1929-1.
6. UNAR, Parità di trattamento e uguaglianza in Italia: un anno di attività contro ogni forma e causa di discriminazione (PDF)[collegamento interrotto], Roma, Armando Editore, 2011, ISBN 978-88-608-1976-5.
7. Alessandro Pistecchia UNAR, La minoranza romanì. I rom romeni dalla schiavitù a Ceausescu, Roma, Armando Editore, 2011, ISBN 978-88-6081-984-0.
8. UNAR, Relazione al Parlamento sull’effettiva applicazione del principio di parità di trattamento e sull’efficacia dei meccanismi di tutela. (PDF), Roma, Armando Editore, 2012, ISBN 978-88-6677-406-8. URL consultato il 15 settembre 2014 (archiviato dall'url originale il 17 aprile 2016).
9. Gelormini Paola UNAR, Noi e gli Altri (PDF), Roma, Armando Editore, 2013. URL consultato il 15 settembre 2014 (archiviato dall'url originale il 17 aprile 2016).
10. Associazione Culturale Pescepirata UNAR, Diverso sarò io (PDF), Roma, Armando Editore, 2014, ISBN 978-88-6677-716-8. URL consultato il 15 settembre 2014 (archiviato dall'url originale il 4 marzo 2016).

## Controversie
Nel 2017 un'inchiesta del programma Le Iene ha denunciato che in un circolo privato affiliato all'ANDDOS, associazione che ha avuto accesso ai finanziamenti statali pari a 55.000 euro grazie a un bando dell'UNAR, non ancora erogati, si praticherebbero sesso di gruppo e prostituzione omosessuale. Successivamente ANDDOS ha specificato che i soldi erogati dall'UNAR (aggiudicati con regolare bando) non erano legati al sostentamento del gruppo ma lo scopo era quello di finanziare dei progetti specifici relativi a dei corsi sulla discriminazione. Il 20 febbraio 2017, a seguito del clamore mediatico provocato dall'inchiesta, il direttore dell'UNAR Francesco Spano si è dimesso dall'incarico.
Nel luglio 2018 tutte le accuse relative all'ex direttore dell'UNAR, Francesco Spano, sono cadute e la corte dei conti ha confermato la correttezza del bando finito sotto accusa.